# Bourg (metrostation)
Het metrostation Bourg is een station van metrolijn 2 van de metro van Rijsel, gelegen in deelgemeente Lomme van de stad Rijsel. De naam komt van de gelijknamige wijk waar het station zich bevindt. Het metrostation ligt onder Place du Maréchal-Leclerc, in het historisch centrum van Lomme, naast de kerk Notre Dame de la Libération.